# Пушка (сянци)
Пушка — самая уникальная из фигур китайских шахмат сянци.
Это единственная фигура сянци, аналогов которой ни в западных шахматах, ни в чатуранге нет. Таким образом, это единственная самобытная фигура сянци, изобретённая в Китае.
Пушку унаследовали произошедшие от сянци корейские шахматы чанги, однако пушка чанги немного отличается от пушки сянци.
В начале партии сянци у каждого игрока есть две пушки, стоящие на 4-й от него горизонтали, на 2-х с краю вертикалях. Эти пункты их начального месторасположения на доске сянци отмечены специальными перекрестиями.

## Обозначение
Обозначения красных и чёрных пушек могут различаться:
- Красная пушка — кит. 炮, пиньинь pào «пао» — «пушка» (ключ «огонь»),
- Чёрная пушка — кит. 砲, пиньинь pào, «пао» — «катапульта» (ключ «камень»),

но могут и совпадать: зачастую начертание чёрной пушки также имеет ключ «огонь».
Обозначение в западной нотации: C (от англ. Cannon).

## Ходы
Ходит пушка, как ладья: на любое число свободных пунктов по вертикали или горизонтали. Но захватывает фигуры противника, только если между ней и атакуемой фигурой есть ровно одна фигура любого цвета, называемая экраном (или «лафетом»).

## Свойства
Правило взятия пушкой приводит к тому, что от нападения пушкой на фигуру можно защититься пятью различными способами:
- съесть эту пушку
- убрать фигуру, на которую напали, с линии боя пушки
- убрать лафет этой пушки, если он принадлежит атакуемой стороне
- поместить между пушкой и атакуемой фигурой ещё одну фигуру
- съесть атакуемой фигурой лафет.

Вставая на линию короля противника, так, что между ними оказывается ровно две фигуры противника, пушка «связывает» их обе: ни одну из них противник не может убрать с линии боя пушки, так как это поставило бы его короля под удар. Поэтому же, если же между пушкой и королём противника фигур нет, противник не может ходить другими фигурами ни в какой пункт между пушкой и своим королём.
Идеальное положение пушки для атаки — в углу лагеря противника или на центральной вертикали.
Первым же ходом в партии пушка может взять коня, но хотя с ответным взятием её ладьёй размен и выйдет равным по материалу, он крайне не рекомендуется, так как при этом противник даром получит ценный темп, развивая ладью.

## Ценность
Ценность пушки примерно равна ценности коня (4,5 пешки), однако в среднем в дебюте пушка немного сильнее коня (так как на доске для неё есть много потенциальных лафетов, а коню может препятствовать много фигур), а в эндшпиле немного слабее (так как на доске остаётся меньше лафетов для пушки, а также меньше фигур, которые могут препятствовать ходам коня). Ценность пушки, как и коня примерно вдвое меньше ценности ладьи.

## Матование
В эндшпиле пушка хорошо взаимодействует с конём: в партиях часты так называемые конно-пушечные маты. При наличии лафета она хорошо работает линейно, как ладья, отсекая королю линию дворца или нанося финальный удар.